# 塩冶高貞
塩冶 高貞（えんや たかさだ、旧字体：鹽冶 高貞）は、鎌倉時代後期から南北朝時代にかけての武将。鎌倉幕府出雲国守護、のち建武政権・室町幕府では隠岐国守護も兼任。北朝隠岐守・近江守。従五位上。家紋は花輪違。

## 概略
元弘の乱で後醍醐天皇の挙兵に呼応し、鎌倉幕府との戦いに貢献、建武政権にも仕えた。建武の乱では初め後醍醐天皇方だったが、やがて足利尊氏方に転じ、南北朝の内乱でも北朝・室町幕府の有力武将として力を奮った。しかし、興国2年/暦応4年（1341年）3月24日に京都を突如出奔、足利直義（尊氏の弟）から謀反の嫌疑をかけられて、桃井直常・山名時氏を主将とする追討軍の攻撃を受け、数日後、播磨国で自害した。謀反の真偽は不明だが、一説に、皇族早田宮の出身とされる妻を介して南朝と通じていたのではないかと言う。

## 生涯

### 室町幕府成立まで

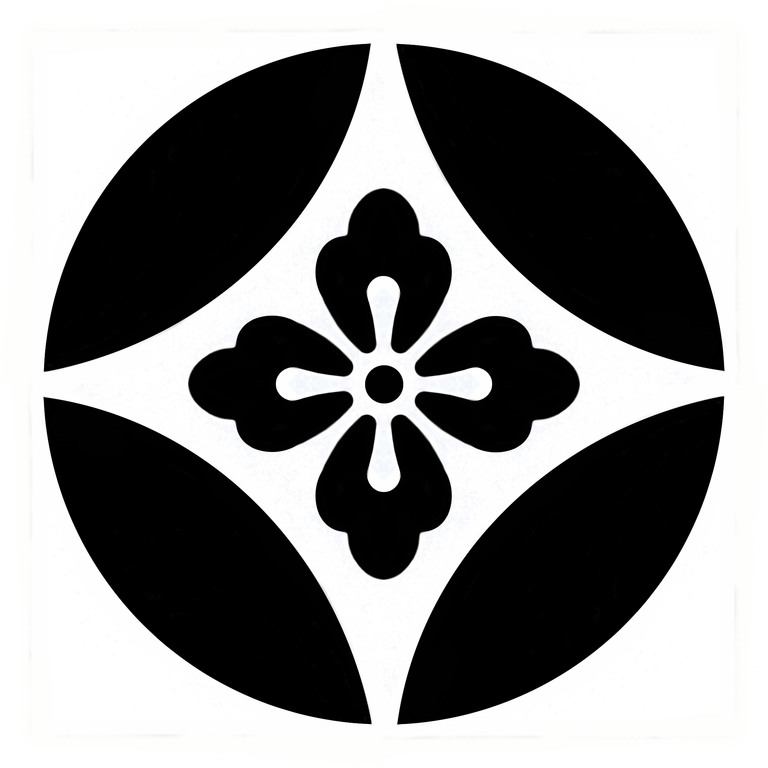
塩冶氏の家紋：花輪違（七宝に花角）

塩冶氏は宇多源氏の名門佐々木氏の傍流であり、バサラ大名として著名な佐々木導誉とは遠い親戚関係にある。鎌倉時代から代々出雲国（現在の島根県東部）の守護を務めた家系で、高貞もまた鎌倉時代末期にその職にあった。高貞の姉の覚日尼（かくにちに）は、出雲国造家当主・出雲大社宮司である出雲泰孝に嫁ぐなど、塩冶氏は現地の宗教勢力との縁戚関係も有した。
生誕年は不明だが、鎌倉幕府第14代執権の北条高時が北条氏得宗家当主であった期間（1311年-1333年）内に元服して、高時と烏帽子親子関係を結んでその偏諱（「高」の字）を受けた人物とみられる。
元弘の乱では、後醍醐天皇が幽閉先の隠岐国を脱出すると、隠岐国守護佐々木清高は帝を追って出雲国三尾の浦に上陸、同族の高貞に後醍醐捕縛の協力を要請したが、既に後醍醐天皇から鎌倉幕府打倒の綸旨（命令書）を受け取っていた高貞は、清高の求めを黙殺した（『梅松論』上）。その後、伯耆国船上山で再挙兵した後醍醐のもとに馳せ参じ、鎌倉幕府打倒後、後醍醐が開始した建武の新政にも参画した。元弘の乱での功績によって、建武政権では新たに隠岐国守護にも任じられ、二国の守護を兼ねた。
建武2年（1335年）の中先代の乱後、後醍醐天皇と足利氏との間で建武の乱が勃発すると、関東で自立した足利尊氏を討つべく東国に向かう新田義貞が率いる軍に参陣する。だが、箱根・竹ノ下の戦いで新田軍から足利方に寝返り、足利方の勝利に貢献した。延元元年/建武3年（1336年）6月19日には、出雲国造家当主・出雲大社宮司で自身の甥にも当たる出雲時孝やその弟の出雲貞孝を従えて伯耆国長田城を攻め、その後同月30日に小松城を攻めた（『千家文書』）。

### 室町幕府成立後
その後、室町幕府において出雲・隠岐両国の守護となり、朝廷の官職としても北朝から隠岐守・近江守に任じられた。
室町政権下では、自身の統治する出雲の発展に尽力し、出雲国塩冶郷八幡宮に同国の栃島村を寄進したり（『出雲大社諸社家所蔵古文書』塩冶高貞寄進状建武4年9月9日）、出雲国鰐淵寺北院衆徒の軍功を幕府に推薦したり（『晋叟寺文書』鰐淵寺北院衆徒軍忠状建武5年7月18日）するなどの活動を行った。
興国2年/暦応4年（1341年）3月24日、突如として京から出奔する（『師守記』暦応4年3月25日条）。同夜、諸将は将軍尊氏の弟で事実上の幕府最高指導者足利直義の邸宅に集い、桃井直常と山名時氏を主将として追討軍が発せられた（『師守記』暦応4年3月25日条）。直義は全国に向けて「高貞が陰謀を企てた」と公式に宣言し、武将伊藤頼明や出雲国鰐淵寺衆徒ら地方各所にも高貞追討の命令を発した（『萩藩閥閲録』『鰐淵寺文書』）。進退窮まった高貞は、同月29日までに、影山（播磨国神東郡蔭山荘、現在の兵庫県姫路市豊富町御影の周辺一帯）で自害した（『師守記』暦応4年3月29日条および『鶴岡社務記録』）。高貞自刃後、その残党も多くが幕府軍に討ち取られた（『鶴岡社務記録』）。

## 謀反の真偽
高貞謀反の真偽について、鈴木登美恵は、高貞が実際に室町幕府から南朝に寝返った可能性は十分にあるのではないか、と主張している。
一つ目の理由として、塩冶高貞は南朝と深い縁戚関係にあった可能性があると推測できることが挙げられる。軍記物『太平記』では、高貞の妻は後醍醐天皇外戚早田宮の娘でもともと後醍醐の後宮に入っていたと描かれているが、鈴木は、この点については『太平記』の全くの創作とは言い切れず、『尊卑分脈』『阿蘇文書』などから一定の歴史的傍証がある、と述べている。もしこの説が正しいとすれば、塩冶高貞は、早田宮真覚（後嵯峨天皇の孫）の実子で後醍醐の猶子にして南朝公卿である左中将源宗治の義兄（もしくは義弟）に当たることになる。縁故上の近さだけではなく、当時、源宗治は幼い懐良親王を補佐して南朝の九州方面軍の将帥として指揮を執っており（『阿蘇文書』）、塩冶高貞の治める出雲（現在の島根県東部）とは地理的にも近かった。
二つ目の理由として、興国2年/暦応4年（1341年）当時は、全国的に南朝が盛り返していた時期であり、北陸地方・四国の伊予国・東国の常陸国（北畠親房らが参戦）・山陰の石見国（日野邦光らが参戦）などで南朝の活動目覚ましく、さらに高貞のお膝元である出雲でも南朝を支持する一派が増えていたことも挙げられる。
鈴木は、以上の二点を合わせると、高貞が妻を介して当時勢いのあった南朝方へ離反したという経緯が考えられるという。
亀田俊和もまた、鈴木とほぼ同様の論旨を述べ、高貞謀反が直義の言いがかりではなく事実であった可能性は高いのではないか、としている。

## 子孫・後裔
高貞亡き後に、庶長子の塩冶快貞（やすさだ）は側室の子のために後を継がずに、正室の子である嫡子の塩冶冬貞が家督を引き継いだという。冬貞は足利直冬・山名時氏ら南朝勢力と結び（「冬」の字も直冬から偏諱を受けたものとみられる）、一時的に塩冶郷を支配する立場にあったが、叔父（高貞の弟）の時綱（ときつな）と家督を巡り抗争して、後には時綱およびその子孫が新たな惣領となった。時綱の子孫は足利将軍家の近習として存続した。この家系を後塩冶氏と呼ぶことがある。
戦国時代に出雲守護となった近江佐々木氏流の尼子経久は、時綱の子孫の貞慶（興慶）を攻めて追放し、経久の三男興久に塩冶氏を継がせた。
また、江戸時代の軍記物『羽衣石南条記』の説によると、伯耆国人として栄えた貞宗は高貞の庶子とされ、高貞亡き後に、南条氏を称したという。

## 創作
軍記物『太平記』で描かれる、幕府執事の高師直との個人的確執は、史証が無い創作である。江戸時代の『仮名手本忠臣蔵』の主役の一人、塩谷判官（えんや はんがん）としても有名で、赤穂事件を起こした播磨赤穂藩藩主浅野長矩の姿を仮託された。

### 『太平記』

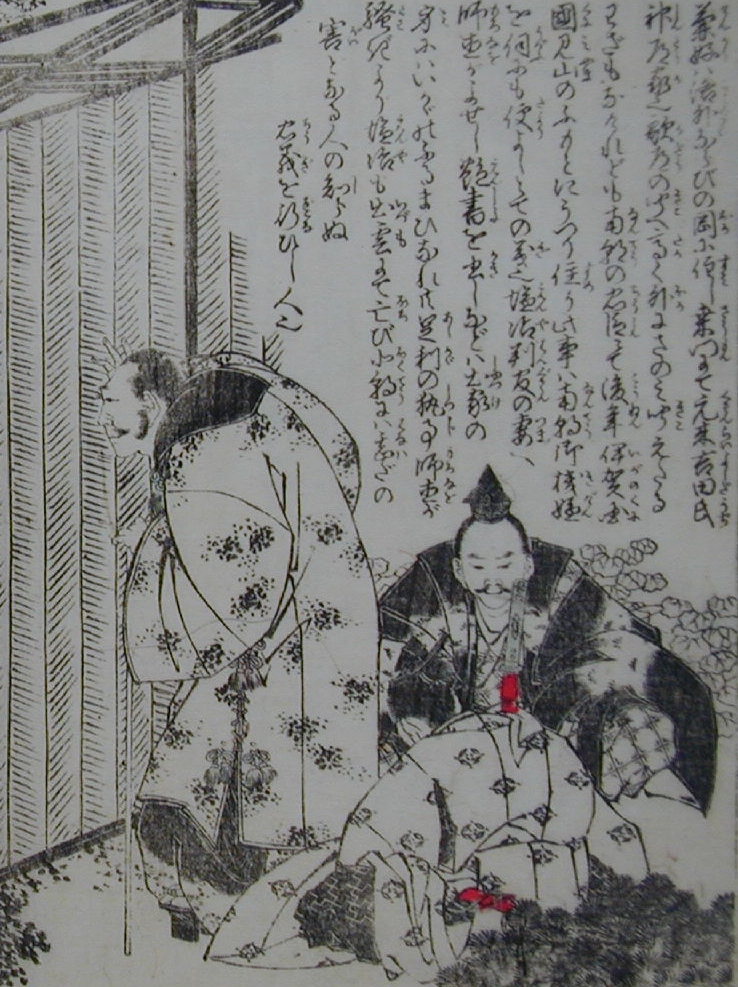
『絵本忠経』より。高師直が塩冶高貞の妻の湯浴みを覗き見したという創作を描いた図。

軍記物『太平記』（1370年ごろ完成）巻21では、幕府執事の高師直の讒言にあって破滅したと描かれている。師直の讒言の原因については、師直が高貞の美人妻に恋心を抱き、恋文を文人の兼好法師や家臣の薬師寺公義に代筆させて彼女に送ったが、拒絶され逆上したためである、とされている。この讒言によって、将軍から謀反の疑いをかけられたため、ひそかに京都を出奔し領国の出雲に向かうが、山名時氏・桃井直常らの追討を受けて、妻子らは播磨国蔭山（現在の兵庫県姫路市）で自害した。高貞はなんとか出雲に帰りついたものの、家臣らに妻子の自害した旨を聞き「これ以上生きていても仕方がない。七度生まれ変わっても師直の敵となり、奴に復讐を果たしたい」と述べ、出雲国宍道郷の佐々布山で、馬上で自害したという。劇中では延元4年/暦応2年（1339年）の出来事として描かれて史実とは2年のずれがあり、また日付も京都を出奔した日が3月27日・自害した日が4月1日となっている。
以上の『太平記』の物語を裏付ける同時代史料は現存しない。
史上での高貞と師直の関わりを無理矢理にでも挙げるなら、せいぜい塩冶氏と高氏の家紋がたまたま似た「花輪違」である程度であり、亀田俊和は、案外この偶然の一致が『太平記』の作り話のきっかけになったのではないか、と推測している。

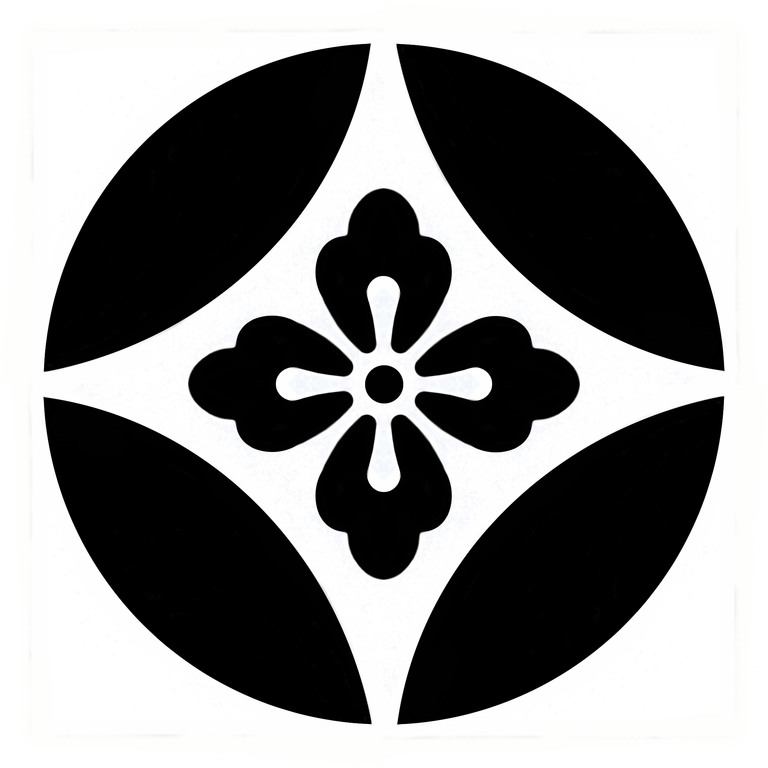
塩冶氏の家紋
花輪違（七宝に花角）

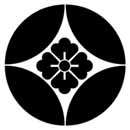
高氏の家紋
花輪違（七宝に花角）

鈴木登美恵は、高貞と南朝との縁故関係や山陰の戦況が、『太平記』では全く触れられず、師直の一方的被害者として描かれていることから、「高貞讒死」説には作者からの脚色が加わっていると述べている。さらに巻23「高土佐守被盗傾城之事」にも、類似の逸話が描かれていることも指摘し、おそらく同種の説話を別の形で潤色して創作し、新田氏に関わる記事に組み込んだのではないか、としている。また、『太平記』は時の権力者への批判を避ける傾向にあるが、高師直の人物像は立派な大人物として描かれる部分と、無教養で非道な人物として描かれる部分があって一貫していない。この事から、鈴木は、師直が悪漢として描かれる巻21の高貞との因縁伝説、および巻26以降の諸説話は、師直が没落した正平6年/観応2年（1351年）以降に書かれたのではないか（逆に言えば、これより前の巻は1351年以前に書かれたのではないか）、と、『太平記』の成立年代を推し量るための研究材料としている。

### 塩冶判官と『仮名手本忠臣蔵』

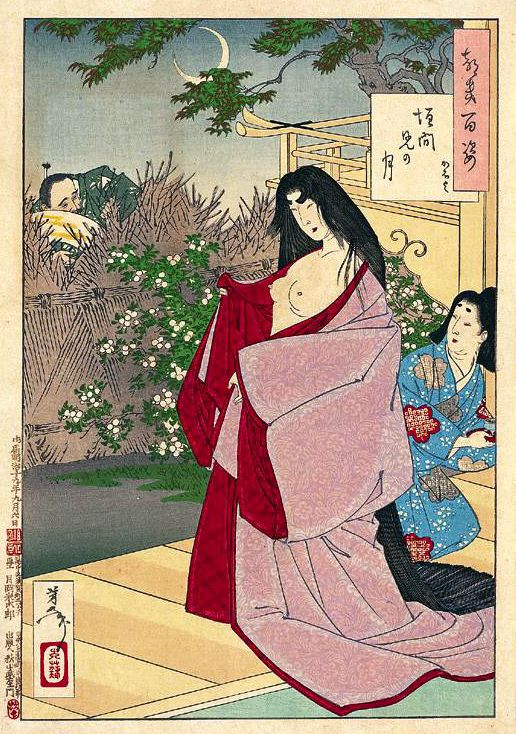
月岡芳年『月百姿』（19世紀末）37「垣間見の月　かほよ」。『仮名手本忠臣蔵』で高貞（浅野長矩）の夫人とされた顔世御前の裸婦像。奥には高師直（吉良義央）の姿もある。

江戸時代には人形浄瑠璃や歌舞伎が盛んに書かれたが、その内容の大半は江戸時代に実際に起きた事件やお家騒動などを描いたものだった。しかし実名を使って実録風にそうした事件を描くと場合によっては幕政批判につながりかねないことから、当時はそうした物語の多くを鎌倉時代や『太平記』の時代の世界に仮託して描き、これを時代物と呼んでいた。時代物は、直接的な政権批判を避けるための手法であったと同時に、読者や聴衆の興味を引く要素ともなっていた。
人形浄瑠璃・歌舞伎の三大名作に数えられる「仮名手本忠臣蔵」もその一つで、その内容は元禄年間におきた赤穂事件を描いたものだが、やはりその筋書きは『太平記』の世界に仮託して描かれており、播州赤穂藩主・浅野長矩が「塩谷判官」として、幕府高家肝煎・吉良義央が「高師直」として登場するのはそのため。物語の発端が赤穂事件の実情とは異なる色恋沙汰となっているのも、塩冶判官の妻・顔世御前に対する師直の横恋慕という伝承をそのまま物語に取り入れているからである。

### 現代の作品
谷崎潤一郎は、『太平記』二十一の「塩冶判官讒死事」を、『顔世』と題し戯曲化し、これを原作として、1965年『悪党』が新藤兼人監督作品として制作されている。
テレビドラマ
- 『太平記』（1991年、NHK大河ドラマ） - 演：峰三太→浅野和之